# Golf Club Prise d'Eau
Golf Club Prise d'Eau is een Nederlandse golfclub in Tilburg. De baan werd in 1993 ontworpen door de Amerikaanse golfbaanarchitect Ronald Fream, en ligt in een bosgebied tussen Tilburg en Gilze.
Er zijn drie lussen van negen holes: de Blaak, de Sijsten, en de Leij. Deze laatste ligt aan de overkant van de Gilzerbaan ten opzichte van het clubhuis, en is vernoemd naar het riviertje dat erdoorheen slingert. Daarnaast beschikt de club over een losstaande par 3 baan.

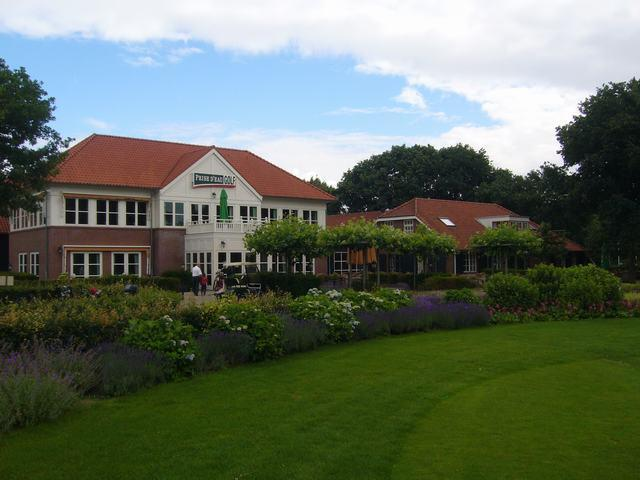

## Jeugd Open
Op 5 mei 2013 was het eerste Prise d'Eau Jeugd Open voor spelers geboren na 1 januari 1992. Er werd in twee categorieën gespeeld, cat.1 was voor spelers met handicap 9,9 of lager, hun resultaten telden mee voor de NGF Van Lanschot Junior Ranking en de winnaars kregen een wildcard voor de Faldo Series Netherlands.

Het spelersveld wordt steeds sterker, in 2015 doen 13 spelers mee met handicap 0 of beter, inclusief Simonse (−1,7), Taekema (−0,7) en Sepers (−0,7).

### Winnaars
| Jaar | Winnaar       | Score | Winnares             | Score |
| ---- | ------------- | ----- | -------------------- | ----- |
| 2013 | Simon Simonse | −2    | Judith van der Voort | +3    |
| 2014 | Dave Taekema  | +2    | Jennifers Sepers     | +3    |
| 2015 | Paul Berkhout | +2    |                      |       |

## European Masters
De European Senior Golfers Association (ESGA) organiseert het European Masters voor landenteams, die bestaan uit heren van 70 jaar en ouder. In 2008 vond dit evenement plaats op Prise d'Eau. Er werd gespeeld om de Challenge Ivan Maura (zonder handicapverrekening) en de Challenge Adriaan de Bruijn (met handicapverrekening).

Spanje won de Ivan Maura trofee voor de 6de keer, Oostenrijk de Adriaan de Bruijn trofee voor de 2de keer.

## Bekende leden
- David van den Dungen
- Jeroen Krietemeijer (1993), had in 2011 een ernstig verkeersongeluk waardoor hij 2 jaar uit de roulatie was. Hij werd 2de bij het Kennemer Open in 2013
- Fernand Osther (1988), winnaar NK matchplay 2011
- Rob van de Vin
- Robbie van West (1992)
- Leonie Warringa (1990), won in Tsu (Japan) in 2012 het WK voor doven en slechthorenden met een voorsprong van 21 slagen